# Кеят на мъглите
„Кеят на мъглите“ (на френски: Le Quai des brumes) е френски филм от 1938 година, мелодрама с криминални елементи на режисьора Марсел Карне по сценарий на Жак Превер, базиран на едноименния роман от 1927 година на Пиер Мак Орлан.
В центъра на сюжета е дезертьор, който пристига в Хавър, влюбва се в местно момиче, заподозрян е в убийството на нейния бивш приятел, убива кръстника ѝ и самият той е убит от гангстер, с когото влиза в конфликт. Главните роли се изпълняват от Жан Габен, Мишел Морган, Мишел Симон, Пиер Брасьор.
„Кеят на мъглите“ е сред първите филми, свързвани с жанра филм ноар.